# 横山秀和
横山秀和（日语：／ Yokoyama Hidekazu，1971年4月7日—），日本男子摔跤运动员。他曾代表日本参加1994年和1998年亚洲运动会摔跤比赛，获得二枚铜牌。他也曾参加1996年和2004年夏季奥林匹克运动会。